# Inconsciència
La inconsciència és un estat en el qual un individu viu mostra una incapacitat total, o gairebé completa, de mantenir la consciència de si mateix i de l'entorn o de respondre a qualsevol estímul humà o ambiental. Així també s'anomena estat de pèrdua del coneixement.
La inconsciència pot produir-se com a resultat d'una lesió cerebral traumàtica, hipòxia cerebral (oxigen insuficient, possiblement a causa d'un infart cerebral o aturada cardíaca), intoxicació severa amb fàrmacs o drogues que deprimeixen l'activitat del sistema nerviós central (per exemple, alcohol i altres hipnòtics o sedants), fatiga severa, dolor, anestèsia i altres causes.
La pèrdua de consciència no s'ha de confondre amb la noció d'inconscient psicoanalític, els processos cognitius que tenen lloc fora de la consciència (per exemple, la cognició implícita) i amb estats alterats de consciència com el son, el deliri, la hipnosi i altres estats alterats en què la persona respon als estímuls, incloses les experiències de trànsit i psicodèliques.